# Чингізово
Чингі́зово (рос. Чингизово, башк. Сыңғыҙ) — присілок у складі Баймацького району Башкортостану, Росія. Входить до складу Тавликаєвської сільської ради.
Населення — 573 особи (2010; 578 в 2002).
Національний склад:
- башкири — 99%

## Відомі особистості
В поселенні народився:
- Туйсіна Рашида Гільмітдинівна (* 1942) — український художник.